# Jelena Szergejevna Vesznyina
Jelena Szergejevna Vesznyina (oroszul: Елена Сергеевна Веснина; Lviv, 1986. augusztus 1. –) olimpiai arany- és ezüstérmes, négyszeres Grand Slam-tornagyőztes, párosban korábbi világelső orosz hivatásos teniszezőnő.
2002-ben kezdte profi pályafutását, elsősorban páros versenyeken aratott kiemelkedő sikereket. A 2016-os riói olimpián női párosban Jekatyerina Makarova partnereként olimpiai bajnoki címet szerzett, és ugyanebben az évben megnyerték az év végi világbajnokságnak tekintett WTA Finals tornát is. Eddigi karrierje során egyéniben három, párosban 19 WTA-tornát nyert meg. Előbbiben hat elveszített finálé után tudott először diadalmaskodni 2013. januárban Hobartban, majd ugyanezen év júniusában nyerni tudott Eastbourne-ben.
A Grand Slam-tornákon egyéniben a legjobb eredményét a 2016-os wimbledoni teniszbajnokságon érte el, amikor az elődöntőbe jutott, és ott a későbbi győztes Serena Williams fosztotta meg a döntőbe jutástól.  Párosban három Grand Slam-tornát nyert meg, 2013-ban a Roland Garrost, 2014-ben a US Opent és 2017-ben a wimbledoni teniszbajnokságot, mindhárom alkalommal Jekatyerina Makarova partnereként. E győzelmek mellett hét alkalommal vesztes döntőt játszott, többek között 2014-ben és 2018-ban az Australian Openen, két alkalommal (2010-ben és 2015-ben) Wimbledonban és háromszor (2009, 2011, 2016) a Roland Garroson.
Vegyes párosban is rendelkezik egy Grand Slam-tornagyőzelemmel, miután 2016-ban Bruno Soares partnereként megnyerte az Australian Opent. Vegyes párosban ezen kívül három elvesztett döntője van, döntőt játszott még 2011-ben és 2012-ben Wimbledonban is, és 2011-ben elődöntős volt a Roland Garroson és a US Openen is.
Legjobb világranglista-helyezése egyéniben a tizenharmadik, amelyet 2017. március 20-án, párosban 2018. június 11-én került a világranglista élére, és ott öt héten keresztül állt.
2015-ben összeházasodott Pavel Tabuncov üzletemberrel. 2018-ban a Roland Garros után bejelentette, hogy gyermeket vár, és utána már nem indult versenyen. 2018. novemberben született első gyermeke, Jelizaveta Tabuncova. 2021 januárjában jelentette be visszatérését a profi teniszhez, amelyre áprilisban Madridban került sor.

## Grand Slam-döntői

### Páros

#### Győzelmei (3)
| Év   | Torna         | Borítás | Partner              | Ellenfelek a döntőben           | Eredmény a döntőben |
| 2013 | Roland Garros | Salak   | Jekatyerina Makarova | Sara Errani Roberta Vinci       | 7–5, 6–2            |
| 2014 | US Open       | Kemény  | Jekatyerina Makarova | Martina Hingis Flavia Pennetta  | 2–6, 6–3, 6–2       |
| 2017 | Wimbledon     | Fű      | Jekatyerina Makarova | Csan Hao-csing Monica Niculescu | 6–0, 6–0            |

#### Elveszített döntői (8)
| Év   | Torna           | Borítás | Partner                | Ellenfelek a döntőben                          | Eredmény a döntőben |
| 2009 | Roland Garros   | Salak   | Viktorija Azaranka     | Anabel Medina Garrigues Virginia Ruano Pascual | 1–6, 1–6            |
| 2010 | Wimbledon       | Fű      | Vera Zvonarjova        | Vania King Jaroszlava Svedova                  | 6–7(6), 2–6         |
| 2011 | Roland Garros   | Salak   | Szánija Mirza          | Andrea Hlaváčková Lucie Hradecká               | 4–6, 3–6            |
| 2014 | Australian Open | Kemény  | Jekatyerina Makarova   | Sara Errani Roberta Vinci                      | 4–6, 6–3, 5–7       |
| 2015 | Wimbledon       | Fű      | Jekatyerina Makarova   | Martina Hingis Szánija Mirza                   | 7–5, 6–7(4), 5–7    |
| 2016 | Roland Garros   | Salak   | Jekatyerina Makarova   | Caroline Garcia Kristina Mladenovic            | 3–6, 6–2, 4–6       |
| 2018 | Australian Open | Kemény  | Jekatyerina Makarova   | Babos Tímea Kristina Mladenovic                | 4–6, 3–6            |
| 2021 | Wimbledon       | Fű      | Veronyika Kugyermetova | Hszie Su-vej Elise Mertens                     | 6–3, 5–7, 7–9       |

### Vegyes páros

#### Győzelmei (1)
| Év   | Torna           | Borítás | Partner      | Ellenfelek a döntőben       | Eredmény a döntőben |
| 2016 | Australian Open | Kemény  | Bruno Soares | Coco Vandeweghe Horia Tecău | 6–4, 4–6, [10–5]    |

#### Elveszített döntői (3)
| Év   | Torna           | Borítás | Partner        | Ellenfelek a döntőben             | Eredmény a döntőben |
| 2011 | Wimbledon       | Fű      | Mahes Bhúpati  | Jürgen Melzer Iveta Benešová      | 3–6, 2–6            |
| 2012 | Australian Open | Kemény  | Lijendar Pedzs | Bethanie Mattek-Sands Horia Tecău | 3–6, 7–5, [3–10]    |
| 2012 | Wimbledon       | Fű      | Lijendar Pedzs | Mike Bryan Lisa Raymond           | 3–6, 7–5, 4–6       |

## WTA-döntői

### Egyéni

#### Győzelmei (3)
| Összesítés           |                        |
| Grand Slam-torna (0) |                        |
| Tier I (0)           | Premier Mandatory* (1) |
| Tier II (0)          | Premier Five* (0)      |
| Tier III (0)         | Premier* (1)           |
| Tier IV (0)          | International* (1)     |
| Tier V (0)           | Challenger* (0)        |

* 2009-től megváltozott a tornák rendszere. Challenger tornákat 2012-től rendeznek.
 Az egymás mellett azonos színnel jelölt tornatípusok között nincs teljes mértékű megfelelés.
| No. | Dátum             | Helyszín                              | Borítás | Ellenfél a döntőben  | Eredmény a döntőben |
| 1.  | 2013. január 12.  | Moorilla Hobart International, Hobart | Kemény  | Mona Barthel         | 6–3, 6–4            |
| 2.  | 2013. június 22.  | AEGON International, Eastbourne       | Fű      | Jamie Hampton        | 6–2, 6–1            |
| 3.  | 2017. március 19. | BNP Paribas Open, Indian Wells        | Kemény  | Szvetlana Kuznyecova | 6–7(6), 7–5, 6–4    |

#### Elveszített döntői (7)
|    | Dátum             | Torna                         | Borítás      | Ellenfél a döntőben | Eredmény a döntőben | Eredmény a döntőben |
| 1. | 2009. január 10.  | ASB Classic, Auckland         | Kemény       | Jelena Gyementyjeva | 4–6, 1–6            |                     |
| 2. | 2009. aug. 29.    | Pilot Pen Tennis, New Haven   | Kemény       | Caroline Wozniacki  | 2–6, 4–6            |                     |
| 3. | 2010. aug. 1.     | Istanbul Cup, Isztambul       | Kemény       | A. Pavljucsenkova   | 7–5, 5–7, 4–6       |                     |
| 4. | 2010. szept. 25.  | Tashkent Open, Taskent        | Kemény       | Alla Kudrjavceva    | 4–6, 4–6            |                     |
| 5. | 2011. április 10. | Family Circle Cup, Charleston | Zöld salak   | Caroline Wozniacki  | 2–6, 3–6            |                     |
| 6. | 2012. május 5.    | Budapest Grand Prix, Budapest | Salak        | Sara Errani         | 5–7, 4–6            | (részletek)         |
| 7. | 2016. április 10. | WTA Charleston, Charleston    | Salak (zöld) | Sloane Stephens     | 6–7, 2–6            |                     |

### Páros

#### Győzelmei (19)
| Összesítés           |                        |
| Grand Slam-torna (3) |                        |
| Tier I (1)           | Premier Mandatory* (3) |
| Tier II (0)          | Premier Five* (3)      |
| Tier III (1)         | Premier* (4)           |
| Tier IV (1)          | International* (1)     |
| Tier V (0)           | Challenger* (0)        |
| WTA Finals (1)       |                        |
| Olimpia (1)          |                        |

* 2009-től megváltozott a tornák rendszere.
 Az egymás mellett azonos színnel jelölt tornatípusok között nincs teljes mértékű megfelelés.
|     | Dátum               | Torna                                                                | Borítás    | Partner                 | Ellenfelek a döntőben                          | Eredmény a döntőben | Eredmény a döntőben |
| 1.  | 2005. november 6.   | Bell Challenge, Québec                                               | Kemény (f) | Anasztaszija Rogyionova | Līga Dekmeijere Ashley Harkleroad              | 6–7(4), 6–4, 6–2    |                     |
| 2.  | 2007. január 12.    | Moorilla Hobart International, Hobart                                | Kemény     | Jelena Lihovceva        | Anabel Medina Garrigues Virginia Ruano Pascual | 2–6, 6–1, 6–2       |                     |
| 3.  | 2008. március 23.   | Pacific Life Open, Indian Wells                                      | Kemény     | Gyinara Szafina         | Jen Ce Cseng Csie                              | 6–1, 1–6, [10–8]    |                     |
| 4.  | 2011. március 20.   | BNP Paribas Open, Indian Wells                                       | Kemény     | Szánija Mirza           | Bethanie Mattek-Sands Meghann Shaughnessy      | 6–0, 7–5            |                     |
| 5.  | 2011. április 10.   | Family Circle Cup, Charleston                                        | Zöld salak | Szánija Mirza           | Bethanie Mattek-Sands Meghann Shaughnessy      | 6–4, 6–4            |                     |
| 6.  | 2011. október 16.   | Generali Ladies Linz, Linz                                           | Kemény (f) | Marina Eraković         | Julia Görges Anna-Lena Grönefeld               | 7–5, 6–1            |                     |
| 7.  | 2012. október 6.    | China Open, Peking                                                   | Kemény     | Jekatyerina Makarova    | Nuria Llagostera Vives Szánija Mirza           | 7–5, 7–5            | (részletek)         |
| 8.  | 2012. október 21.   | Kreml Kupa, Moszkva                                                  | Kemény (f) | Jekatyerina Makarova    | Marija Kirilenko Nagyja Petrova                | 6–3, 1–6, [10–8]    | (részletek)         |
| 9.  | 2013. március 16.   | BNP Paribas Open, Indian Wells                                       | Kemény     | Jekatyerina Makarova    | Nagyja Petrova Katarina Srebotnik              | 6–0, 5–7, [10–6]    |                     |
| 10. | 2013. június 9.     | Roland Garros, Párizs                                                | Salak      | Jekatyerina Makarova    | Sara Errani Roberta Vinci                      | 7–5, 6–2            | (részletek)         |
| 11. | 2014. szeptember 6. | US Open, New York                                                    | Kemény     | Jekatyerina Makarova    | Martina Hingis Flavia Pennetta                 | 2–6, 6–3, 6–2       |                     |
| 12. | 2015. október 24.   | Kreml Kupa, Moszkva                                                  | Kemény (f) | Darja Kaszatkina        | Irina-Camelia Begu Monica Niculescu            | 6–3, 6–7(7), [10–5] |                     |
| 13. | 2016. július 31.    | Canada Masters, Montréal                                             | Kemény     | Jekatyerina Makarova    | Simona Halep Monica Niculescu                  | 6–3, 7–6(5)         |                     |
| 14. | 2016. augusztus 14. | 2016. évi nyári olimpia, Rio de Janeiro                              | Kemény     | Jekatyerina Makarova    | Bacsinszky Tímea Martina Hingis                | 6–3, 6–4            | részletek           |
| 15. | 2016. október 30.   | WTA Finals, Szingapúr                                                | Kemény (f) | Jekatyerina Makarova    | Bethanie Mattek-Sands Lucie Šafářová           | 7–6(5), 6–3         | részletek           |
| 16. | 2017. február 25.   | Dubai Duty Free Tennis Championships, Dubaj, Egyesült Arab Emírségek | Kemény     | Jekatyerina Makarova    | Andrea Hlaváčková Peng Suaj                    | 6–2, 4–6, [10–7]    |                     |
| 17. | 2017. július 15.    | Wimbledon, London                                                    | Fű         | Jekatyerina Makarova    | Csan Hao-csing Monica Niculescu                | 6–0, 6–0            | részletek           |
| 18. | 2017. augusztus 13. | Rogers Cup, Montréal, Kanada                                         | Kemény     | Jekatyerina Makarova    | Anna-Lena Grönefeld Květa Peschke              | 6–0, 6–4            |                     |
| 19. | 2018. május 12.     | Mutua Madrid Open, Madrid, Spanyolország                             | Kemény     | Jekatyerina Makarova    | Babos Tímea Kristina Mladenovic                | 2–6, 6–4, [10–8]    |                     |

#### Elveszített döntői (26)
|     | Dátum                | Torna                                       | Borítás    | Partner                 | Ellenfelek a döntőben                          | Eredmény a döntőben | Eredmény a döntőben |
| 1.  | 2006. február 19.    | Bangalore Open, Bengaluru                   | Kemény     | Anasztaszija Rogyionova | Liezel Huber Szánija Mirza                     | 3–6, 3–6            |                     |
| 2.  | 2006. szeptember 24. | China Open, Peking                          | Kemény     | Anna Csakvetadze        | Virginia Ruano Pascual Paola Suárez            | 2–6, 4–6            |                     |
| 3.  | 2007. február 18.    | Proximus Diamond Games, Antwerpen           | Kemény (f) | Jelena Lihovceva        | Cara Black Liezel Huber                        | 5–7, 6–4, 1–6       |                     |
| 4.  | 2007. május 6.       | Warsaw Open, Varsó                          | Salak      | Jelena Lihovceva        | Vera Dusevina Tetyana Perebijnyisz             | 5–7, 6–3, [2–10]    |                     |
| 5.  | 2008. április 13.    | Bausch & Lomb Championships, Amelia Island  | Zöld salak | Viktorija Azaranka      | Bethanie Mattek-Sands Vladimíra Uhlířová       | 3–6, 1–6            |                     |
| 6.  | 2008. július 20.     | Bank of the West Classic, Stanford          | Kemény     | Vera Zvonarjova         | Cara Black Liezel Huber                        | 4–6, 3–6            |                     |
| 7.  | 2009. június 5.      | Roland Garros, Párizs                       | Salak      | Viktorija Azaranka      | Anabel Medina Garrigues Virginia Ruano Pascual | 1–6, 1–6            | (részletek)         |
| 8.  | 2010. július 2.      | Wimbledon, London                           | Fű         | Vera Zvonarjova         | Vania King Jaroszlava Svedova                  | 6–7(6), 2–6         |                     |
| 9.  | 2011. június 2.      | Roland Garros, Párizs                       | Salak      | Szánija Mirza           | Andrea Hlaváčková Lucie Hradecká               | 4–6, 3–6            | (részletek)         |
| 10. | 2012. február 25.    | Dubai Duty Free Tennis Championships, Dubaj | Kemény     | Szánija Mirza           | Liezel Huber Lisa Raymond                      | 2–6, 1–6            |                     |
| 11. | 2012. március 18.    | BNP Paribas Open, Indian Wells              | Kemény     | Szánija Mirza           | Liezel Huber Lisa Raymond                      | 2–6, 3–6            | (részletek)         |
| 12. | 2012. május 12.      | Mutua Madrid Open, Madrid                   | Kék salak  | Jekatyerina Makarova    | Sara Errani Roberta Vinci                      | 1–6, 6–3, [4–10]    | (részletek)         |
| 13. | 2012. május 20.      | Internazionali BNL d’Italia, Róma           | Salak      | Jekatyerina Makarova    | Sara Errani Roberta Vinci                      | 2–6, 5–7            | (részletek)         |
| 14. | 2013. október 27.    | WTA Finals, Isztambul                       | Kemény (f) | Jekatyerina Makarova    | Hszie Su-vej Peng Suaj                         | 4–6, 5–7            |                     |
| 15. | 2014. január 24.     | Australian Open, Melbourne                  | Kemény     | Jekatyerina Makarova    | Sara Errani Roberta Vinci                      | 4–6, 6–3, 5–7       | (részletek)         |
| 16. | 2014. március 30.    | Sony Ericsson Open, Miami                   | Kemény     | Jekatyerina Makarova    | Martina Hingis Sabine Lisicki                  | 6–4, 4–6, [5–10]    |                     |
| 17. | 2015. március 21.    | BNP Paribas Open, Indian Wells              | Kemény     | Jekatyerina Makarova    | Martina Hingis Szánija Mirza                   | 3–6, 4–6            |                     |
| 18. | 2015. április 5.     | Sony Ericsson Open, Miami                   | Kemény     | Jekatyerina Makarova    | Martina Hingis Szánija Mirza                   | 5–7, 1–6            |                     |
| 19. | 2015. július 11.     | Wimbledoni teniszbajnokság, Wimbledon       | Fű         | Jekatyerina Makarova    | Martina Hingis Szánija Mirza                   | 7–5, 6–7(4), 5–7    | (részletek)         |
| 20. | 2016. május 15.      | Internazionali BNL d’Italia, Róma           | Salak      | Jekatyerina Makarova    | Martina Hingis Szánija Mirza                   | 1–6, 7–6(5), [3–10] |                     |
| 21. | 2016. június 5.      | Roland Garros, Párizs                       | Salak      | Jekatyerina Makarova    | Caroline Garcia Kristina Mladenovic            | 3–6, 6–2, 4–6       | (részletek)         |
| 22. | 2017. január 7.      | Brisbane International, Brisbane            | Kemény     | Jekatyerina Makarova    | Bethanie Mattek-Sands Szánija Mirza            | 2–6, 3–6            |                     |
| 23. | 2017. május 21.      | Internazionali BNL d'Italia, Róma           | Kemény     | Jekatyerina Makarova    | Csan Jung-zsan Martina Hingis                  | 5–7, 6–7(4)         |                     |
| 24. | 2018. január 26.     | Australian Open, Melbourne                  | Kemény     | Jekatyerina Makarova    | Babos Tímea Kristina Mladenovic                |                     |                     |
| 25. | 2018. március 17.    | BNP Paribas Open, Indian Wells              | Kemény     | Jekatyerina Makarova    | Hszie Su-vej Barbora Strýcová                  | 4–6, 4–6            |                     |
| 26. | 2021. július 10.     | Wimbledoni teniszbajnokság, Wimbledon       | Fű         | Veronyika Kugyermetova  | Hszie Su-vej Elise Mertens                     | 6–3, 5–7, 7–9       | (részletek)         |

## Eredményei Grand Slam-tornákon

### Egyéniben
| Grand Slam | Australian Open | Australian Open     | Roland Garros | Roland Garros         | Wimbledon | Wimbledon             | US Open       | US Open               |
| Év         | Eredmény        | Utolsó ellenfél     | Eredmény      | Utolsó ellenfél       | Eredmény  | Utolsó ellenfél       | Eredmény      | Utolsó ellenfél       |
| 2005       | –               | –                   | –             | –                     | –         | –                     | Selejtező (2) | Selejtező (2)         |
| 2006       | 4. kör          | Nagyja Petrova      | 1. kör        | Peng Suaj             | 2. kör    | Anna Csakvetadze      | 1. kör        | Mary Pierce           |
| 2007       | 2. kör          | Maria Elena Camerin | 1. kör        | Justine Henin         | 3. kör    | Justine Henin         | 1. kör        | Jelena Kostanić Tošić |
| 2008       | 3. kör          | Marija Sarapova     | 1. kör        | Sabine Lisicki        | 2. kör    | Jevgenyija Rogyina    | 2. kör        | Serena Williams       |
| 2009       | 1. kör          | Julie Coin          | 2. kör        | Szávay Ágnes          | 4. kör    | Jelena Gyementyjeva   | 3. kör        | Vera Zvonarjova       |
| 2010       | 1. kör          | Tathiana Garbin     | 1. kör        | Andrea Petković       | 1. kör    | B. Záhlavová-Strýcová | 1. kör        | Samantha Stosur       |
| 2011       | 1. kör          | Virginie Razzano    | 1. kör        | Silvia Soler Espinosa | 2. kör    | Vera Zvonarjova       | 1. kör        | Arantxa Rus           |
| 2012       | 1. kör          | Stéphanie Dubois    | 1. kör        | Heather Watson        | 2. kör    | Agnieszka Radwańska   | 2. kör        | Jekatyerina Makarova  |
| 2013       | 4. kör          | Viktorija Azaranka  | 1. kör        | Viktorija Azaranka    | 2. kör    | Sabine Lisicki        | 2. kör        | Karin Knapp           |
| 2014       | 1. kör          | Alison Riske        | 2. kör        | Ajla Tomljanović      | 2. kör    | Barbora Strýcová      | 3. kör        | Viktorija Azaranka    |
| 2015       | 1. kör          | Kateřina Siniaková  | 3. kör        | Jekatyerina Makarova  | 1. kör    | Jelena Janković       | 2. kör        | Andrea Petković       |
| 2016       | –               | –                   | 2. kör        | Shelby Rogers         | Elődöntő  | Serena Williams       | 3. kör        | C Suárez Navaro       |
| 2017       | 3. kör          | Jennifer Brady      | 3. kör        | C Suárez Navaro       | 2. kör    | Viktorija Azaranka    | 3. kör        | Madison Keys          |
| 2018       | 2. kör          | Ószaka Naomi        | 1. kör        | Bernarda Pera         | –         | –                     | –             | –                     |
| 2019       | –               | –                   | –             | –                     | –         | –                     | –             | –                     |
| 2020       | –               | –                   | –             | –                     | –         | –                     | –             | –                     |
| 2021       | –               | –                   | 3. kör        | Jelena Ribakina       | 2. kör    | Cori Gauff            | –             | –                     |

### Párosban
| Grand Slam | Australian Open          | Australian Open                    | Roland Garros                | Roland Garros                        | Wimbledon               | Wimbledon                               | US Open                   | US Open                              |
| Év         | Eredmény Partner         | Utolsó ellenfél                    | Eredmény Partner             | Utolsó ellenfél                      | Eredmény Partner        | Utolsó ellenfél                         | Eredmény Partner          | Utolsó ellenfél                      |
| 2006       | 1. kör Anna Csakvetadze  | Émilie Loit Nicole Pratt           | Negyeddöntő Anna Csakvetadze | Jen Ce Cseng Csie                    | 1. kör Anna Csakvetadze | A. Rogyionova Andreea Vanc              | 3. kör Anna Csakvetadze   | V. Ruano Pascual Paola Suárez        |
| 2007       | 1. kör Jelena Lihovceva  | Francesca Schiavone Patty Schnyder | 1. kör Jelena Lihovceva      | J. Gajdošová Morigami Akiko          | 3. kör M. Kirilenko     | Alicia Molik M. Santangelo              | 1. kör M. Kirilenko       | Morigai Akiko Meilen Tu              |
| 2008       | 2. kör N. Petrova        | Szánija Mirza Alicia Molik         | 2. kör V. Zvonarjova         | Květa Peschke Rennae Stubbs          | 2. kör V. Zvonarjova    | Jen Ce Cseng Csie                       | 2. kör V. Zvonarjova      | Lindsay Davenport Daniela Hantuchová |
| 2009       | 3. kör Szávay Ágnes      | D. Hantuchová Szugijama Ai         | Döntő V. Azaranka            | A. Medina Garrigues V. Ruano Pascual | 3. kör V. Azaranka      | N. Llagostera Vives MJ Martínez Sánchez | Negyeddöntő M. Kirilenko  | A. Klejbanova J. Makarova            |
| 2010       | 3. kör Cseng Csie        | B. Mattek-Sands Jen Ce             | 3. kör Cara Black            | Květa Peschke Katarina Srebotnik     | Döntő V. Zvonarjova     | Vania King J. Svedova                   | Negyeddöntő V. Zvonarjova | Cara Black Anastasia Rodionova       |
| 2011       | 2. kör V. Zvonarjova     | Csuang Csia-zsung Hszie Su-vej     | Döntő Szánija Mirza          | Andrea Hlaváčková Lucie Hradecká     | Elődöntő Szánija Mirza  | Květa Peschke Katarina Srebotnik        | 3. kör Szánija Mirza      | Iveta Benešová Barbora Strýcová      |
| 2012       | Elődöntő Szánija Mirza   | Sz. Kuznyecova V. Zvonarjova       | Negyeddöntő J. Makarova      | Sara Errani Roberta Vinci            | Negyeddöntő J. Makarova | Liezel Huber Lisa Raymond               | 3. kör J. Makarova        | Sabine Lisicki Peng Suaj             |
| 2013       | Elődöntő J. Makarova     | Sara Errani Roberta Vinci          | Győzelem J. Makarova         | Sara Errani Roberta Vinci            | 3. kör J. Makarova      | Jelena Janković M. Lučić-Baroni         | Negyeddöntő J. Makarova   | Ashleigh Barty Casey Dellacqua       |
| 2014       | Döntő J. Makarova        | Sara Errani Roberta Vinci          | 2. kör J. Makarova           | Julie Coin Pauline Parmentier        | 3. kör J. Makarova      | Julia Görges A-L. Grönefeld             | Győzelem J. Makarova      | Martina Hingis Flavia Pennetta       |
| 2015       | Negyeddöntő J. Makarova  | B. Mattek-Sands Lucie Šafářová     | Elődöntő J. Makarova         | Casey Dellacqua J. Svedova           | Döntő J. Makarova       | Martina Hingis Szánija Mirza            | 2. kör Eugenie Bouchard   | Raquel Atawo Abigail Spears          |
| 2016       | 3. kör A. Pavljucsenkova | Vania King A. Kudrjavceva          | Döntő J. Makarova            | Caroline Garcia Kristina Mladenovic  | Negyeddöntő J. Makarova | Serena Williams Venus Williams          | Elődöntő J. Makarova      | B Mattek-Sands Lucie Šafářová        |
| 2017       | Negyeddöntő J. Makarova  | Andrea Hlaváčková Peng Suaj        | Negyeddöntő J. Makarova      | Lucie Hradecká Kateřina Siniaková    | Győzelem J. Makarova    | Csan Hao-csing Monica Niculescu         | 3. kör J Makarova         | Andreja Klepač MJ Martínez Sánchez   |
| 2018       | Döntő J Makarova         | Babos Tímea Kristina Mladenovic    | 1. kör Jeļena Ostapenko      | Sorana Cîrstea S Sorribes Tormo      | –                       | –                                       | –                         | –                                    |
| 2019       | –                        | –                                  | –                            | –                                    | –                       | –                                       | –                         | –                                    |
| 2020       | –                        | –                                  | –                            | –                                    | –                       | –                                       | –                         | –                                    |
| 2021       | –                        | –                                  | 1. kör V Kugyermetova        | A-L Friedsam Vang Ja-fan             | Döntő V Kugyermetova    | Hszie Su-vej Elise Mertens              | –                         | –                                    |
| 2022       | –                        | –                                  | –                            | –                                    | –                       | –                                       | –                         | –                                    |
| 2023       | –                        | –                                  | –                            | –                                    | –                       | –                                       | –                         | –                                    |
| 2024       | –                        | –                                  | 2. kör Anna Kalinszkaja      | Csan Hao-csing V Kugyermetova        | 2. kör Gyiana Snajgyer  | Asia Muhammad Aldila Sutjiadi           |                           |                                      |

## Év végi világranglista-helyezései
| Év     | 2003 | 2004 | 2005 | 2006 | 2007 | 2008 | 2009 | 2010 | 2011 | 2012 | 2013 | 2014 | 2015 | 2016 | 2017 | 2018 | 2019 | 2020 | 2021 | 2022 | 2023 |
| Egyéni | 278. | 286. | 111. | 44.  | 55.  | 78.  | 24.  | 53.  | 57.  | 69.  | 25.  | 65.  | 111. | 16.  | 18.  | 137. | –    | –    | 304. | –    | –    |
| Páros  | 454. | 201. | 126. | 46.  | 45.  | 18.  | 22.  | 23.  | 10.  | 9.   | 5.   | 7.   | 8.   | 6.   | 3.   | 16.  | –    | –    | 45.  | –    | –    |

## Díjai, elismerései
- Az év orosz teniszpárosa (2013)[4] (Jekatyerina Makarovával)
- WTA: Az év kedvenc párosa (szurkolói díj) (2013)[5] (Jekatyerina Makarovával)
- Az év orosz teniszpárosa (2014)[6] (Jekatyerina Makarovával)